# Gopher Glacier
Gopher Glacier är en glaciär i Antarktis. Den ligger i Västantarktis. Inget land gör anspråk på området. Gopher Glacier ligger 1 191 meter över havet.
Terrängen runt Gopher Glacier är huvudsakligen kuperad, men västerut är den bergig. Terrängen runt Gopher Glacier sluttar norrut. Trakten är obefolkad. Det finns inga samhällen i närheten. 